# Liste des aéroports aux Comores
Voici une liste des aéroports des Comores, triés par lieu.

## Carte
| \| 20 km1:921 000 \| Anjouan · Ouani Mohéli Moroni · P. S. Ibrahim |
| 20 km1:921 000                                                     |

## Liste
| Lieu    | OACI | AITA | Nom                                        |
| ------- | ---- | ---- | ------------------------------------------ |
| Anjouan | FMCV | AJN  | Aérodrome d'Anjouan-Ouani                  |
| Mohéli  | FMCI | NWA  | Aérodrome de Mohéli                        |
| Moroni  | FMCN | YVA  | Aéroport d'Iconi (en) - Fermé              |
| Moroni  | FMCH | HAH  | Aéroport international Prince Saïd Ibrahim |